# Nombre (gramàtica)
El nombre és una característica de la morfologia de certes paraules variables que les relaciona amb la quantitat o nombre d'elles. El nombre pot afectar només a la paraula variable o als elements que en depenen (concordança).
Cada llengua té un concepte de nombre propi, n'hi ha que ni tan sols tenen aquest tret gramatical, com el pirahã. L'oposició més freqüent és entre singular i plural. Segueix una llista de nombres, amb el benentès que cap llengua contempla totes aquestes variacions:
- Singular: representa una sola unitat
- Plural: representa diverses unitats
- Singulatiu: representa una unitat seguida d'altres
- nombre dual: representa dues unitats
- Trial: representa tres unitats
- Quadral: representa quatre unitats
- Paucal: representa una quantitat petita d'unitats
- Col·lectiu: representa un conjunt d'unitats
- Nul·lar: representa zero unitats
- Partitiu: representa una porció d'unitats (se sol expressar amb el cas gramatical del genitiu)
- Distributiu: representa diverses unitats que no tenen relació entre elles
- Invers: segons la classe de paraules, hi ha un nombre marcat i l'altre és l'invers (com en la llengua towa)

## Expressió del nombre
El nombre es pot expressar mitjançant flexió, com en la majoria de llengües indoeuropees. Aquesta flexió pot dur-se a terme amb un sufix, una desinència de la declinació, un prefix (com a les llengües bantús), un canvi d'al·lomorf (canvien determinades lletres dins la paraula, com el plural intern de l'àrab) o per reduplicació de l'arrel (com en xinès).
També pot expressar-se amb una paraula totalment diferent, com el cas person-people de l'anglès. En les paraules que no tenen un nombre marcat, pot aparèixer de les que l'envolten, com en adjectius o pronoms. Finalment, pot deduir-se el nombre del context o especificar-se amb numerals i quantificadors, un procediment sintàctic propi de llengües aïllants.

## El nombre en català
En català el nombre no marcat és el singular, que s'oposa al plural, el qual es forma amb el morfema -s, si bé hi ha variants fonètiques i ortogràfiques (com en "marroquins" o "textos"). Afecta els noms, els adjectius, els pronoms, els determinants i els verbs, que han de concordar entre ells si pertanyen al mateix sintagma (el nucli del subjecte, a part, ha de concordar amb el verb). Hi ha determinades paraules invariables, com "llapis" o "cactus".
El singular designa una sola unitat i el plural diverses, sense especificar-ne quantes. Excepcionalment, el plural pot designar una sola unitat, és el cas del plural de modèstia o el majestàtic, on l'emissor usa el "nosaltres" per referir-se a si mateix. Una altra excepció és la paraula "ambdós", que és una resta d'un antic nombre dual.